# Dekanat Hohenlohe
Das Dekanat Hohenlohe ist eines von 25 Dekanaten in der römisch-katholischen Diözese Rottenburg-Stuttgart. 
Sitz von Dekanatsamt und Geschäftsstelle ist Künzelsau.

## Geschichte
Im Jahre 1818 wurden mehrere Pfarreien der Dekanate Krautheim und Buchheim, die davor zum Bistum Würzburg gehört hatten, zum Dekanat Amrichshausen zusammengefasst, welches dem neu errichteten Bistum Rottenburg unterstellt war. 1949 gingen einige Pfarreien an das neu gegründete Dekanat Schwäbisch Hall über. 1961 wurde aus dem Dekanat Amrichshausen das Dekanat Künzelsau, ohne dass sich die Gliederung änderte. 2001 wechselte die Bezeichnung nochmals, nun zu Dekanat Hohenlohe.

## Gliederung

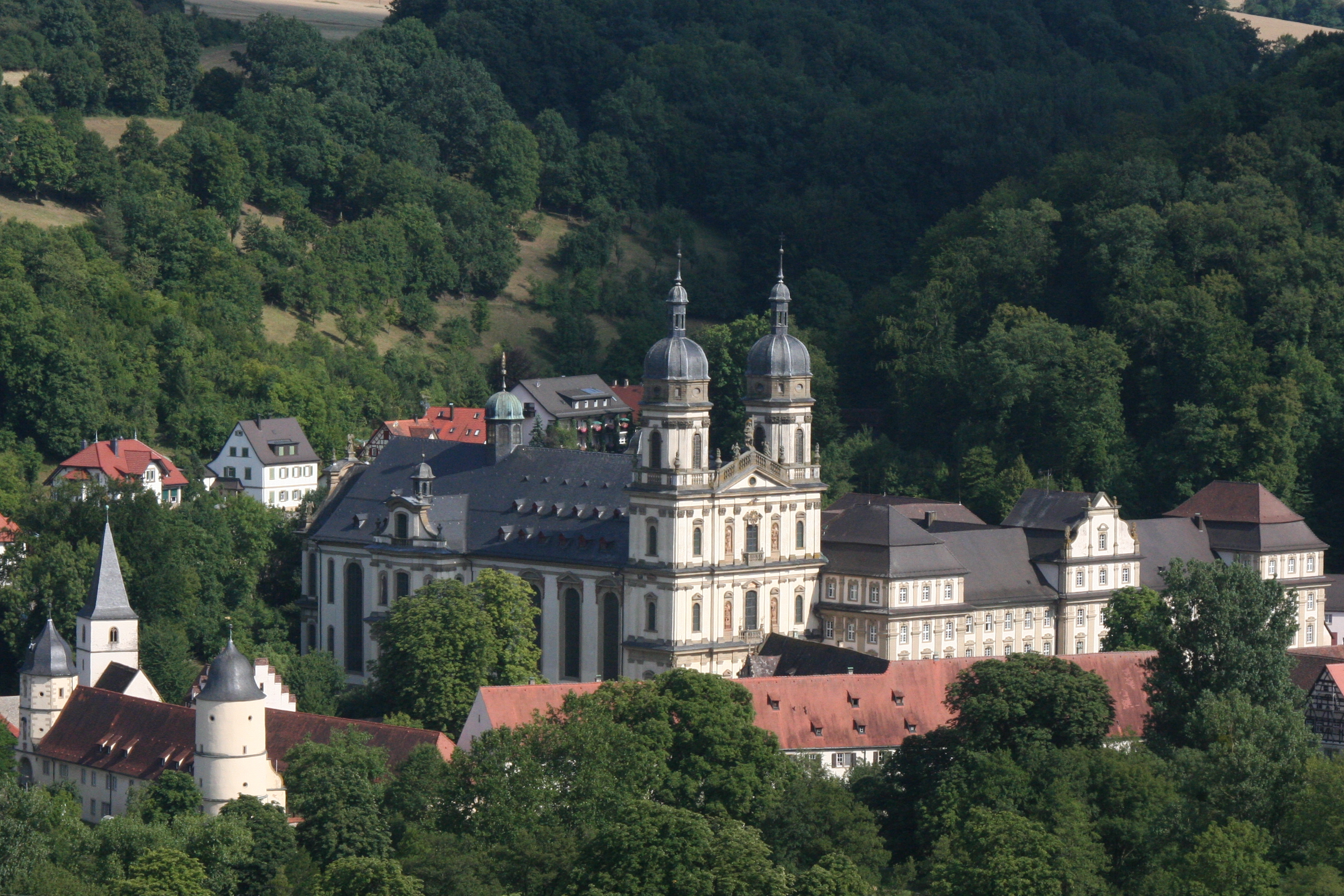
Ehemalige Abteikirche St. Joseph in Schöntal

Das Dekanat erstreckt sich über das überwiegend protestantisch geprägte Gebiet des Hohenlohekreises. Von der Gesamtbevölkerung des Kreises sind 27 % Katholiken, von denen wiederum durchschnittlich 15,2 % die sonntäglichen Gottesdienste besuchen. Nur in vier anderen Dekanaten der Diözese ist die Rate des Messebesuchs höher. 
Die Leitung des Dekanats liegt beim Dekanatsrat, der sich aus dem Dekan, seinem Stellvertreter, dem Geschäftsführer (beratend), dem Rechnungsführer (beratend), aus Vertretern aller Seelsorgeeinheiten und Vertretern verschiedener Verbände zusammensetzt. Den Dekanatsrat vertritt sein Geschäftsführender Ausschuss, der die laufenden Aufgaben wahrnimmt. Monatlich treffen sich die hauptamtlichen pastoralen Mitarbeiter in der Dekanatskonferenz zum Austausch.
Das Dekanat gliedert sich in sechs Seelsorgeeinheiten:
- Seelsorgeeinheit 1 Hohenlohe-Süd
(Gemeinden: Bretzfeld, Pfedelbach, Waldenburg)
- Seelsorgeeinheit 2 Neuenstein-Öhringen
(Gemeinden: Neuenstein, Öhringen)
- Seelsorgeeinheit 3 Künzelsau
(Gemeinden: Amrichshausen, Künzelsau, Nagelsberg, Kupferzell)
- Seelsorgeeinheit 4 Mittleres Jagsttal
(Gemeinden: Ailringen, Altkrautheim, Jagstberg, Meßbach, Mulfingen, Oberginsbach, Simprechtshausen, Zaisenhausen)
- Seelsorgeeinheit 5 Schöntal
(Gemeinden: Aschhausen, Berlichingen, Bieringen, Marlach, Oberkessach, Schleierhof, Schöntal, Sindeldorf, Westernhausen)
- Seelsorgeeinheit 6 Mittleres Kochertal
(Gemeinden: Eberstal, Ingelfingen, Niedernhall, Weldingsfelden)